# Рижківська сільська рада
Рижкі́вська сільська́ ра́да — адміністративно-територіальна одиниця та орган місцевого самоврядування в Коропському районі Чернігівської області. Адміністративний центр — село Рижки.

## Загальні відомості
- Територія ради: 28,759 км²
- Населення ради: 406 осіб (станом на 2001 рік)

Рижківська сільська рада зареєстрована 1990 року. Стала однією з 25-ти сільських рад Коропського району і одна з 8-ми, яка складається з одного населеного пункту.

## Населені пункти
Сільській раді підпорядковані населені пункти:
- с. Рижки

## Склад ради
Рада складається з 12 депутатів та голови.
- Голова ради: Єременко Микола Іванович
- Секретар ради: Ганжа Олена Петрівна

### Керівний склад попередніх скликань
| Прізвище, ім'я, по батькові | Основні відомості                                                             | Дата обрання | Дата звільнення |
| --------------------------- | ----------------------------------------------------------------------------- | ------------ | --------------- |
| Колода Наталія Миколаївна   | Сільський голова, 1950 року народження, член Народної партії                  | 26.03.2006   | 22.03.2010      |
| Єременко Микола Іванович    | Сільський голова, 1965 року народження, освіта незакінчена вища, безпартійний | 31.10.2010   |                 |

Примітка: таблиця складена за даними сайту Верховної Ради України

### Депутати
За результатами місцевих виборів 2010 року депутатами ради стали:

#### За суб'єктами висування
| Суб'єкт висування                 | Кількість обраних депутатів | %    |
| --------------------------------- | --------------------------- | ---- |
| Самовисування                     | 5                           | 41,7 |
| Комуністична партія України       | 3                           | 25   |
| Партія регіонів                   | 3                           | 25   |
| Політична партія «Сильна Україна» | 1                           | 8,3  |

#### За округами
| № округу                          | Прізвище, ім'я, по батькові | Дата визнання обраним | Освіта             | Партійна приналежність                        | Відомості про обраного депутата         |
| --------------------------------- | --------------------------- | --------------------- | ------------------ | --------------------------------------------- | --------------------------------------- |
| Комуністична партія України       |                             |                       |                    |                                               |                                         |
| 6                                 | Мойсеєнко Микола Петрович   | 01.11.2010            | середня спеціальна | член Комуністичної партії України             | тимчасово не працює                     |
| 8                                 | Колода Григорій Тихонович   | 01.11.2010            | середня            | член Комуністичної партії України             | пенсіонер                               |
| 11                                | Скрипка Олександр Павлович  | 01.11.2010            | середня            | член Комуністичної партії України             | тимчасово не працює                     |
| Партія регіонів                   |                             |                       |                    |                                               |                                         |
| 4                                 | Губар Олександр Миколайович | 01.11.2010            | середня            | член Партії регіонів                          | пенсіонер                               |
| 7                                 | Ганжа Олена Петрівна        | 01.11.2010            | вища               | член Партії регіонів                          | тимчасово не працює                     |
| 9                                 | Школа Ніна Іванівна         | 01.11.2010            | середня спеціальна | член Партії регіонів                          | Відділення поштового зв'язку, начальник |
| Політична партія «Сильна Україна» |                             |                       |                    |                                               |                                         |
| 12                                | Колода Олександр Григорович | 01.11.2010            | середня            | член Політичної партії «Сильна Україна»       | тимчасово не працює                     |
| Самовисування                     |                             |                       |                    |                                               |                                         |
| 1                                 | Горох Олександр Миколайович | 01.11.2010            | вища               | позапартійний                                 | тимчасово не працює                     |
| 2                                 | Богдан Юрій Григорович      | 01.11.2010            | середня            | позапартійний                                 | тимчасово не працює                     |
| 3                                 | Колода Віра Петрівна        | 01.11.2010            | середня            | позапартійна                                  | тимчасово не працює                     |
| 5                                 | Цупко Сергій Петрович       | 01.11.2010            | середня спеціальна | член Всеукраїнського об'єднання «Батьківщина» | тимчасово не працює                     |
| 10                                | Колода Петро Миколайович    | 01.11.2010            | середня            | позапартійний                                 | Будинок культури, кочегар               |